# ガブリエレ・ラインシュ
ガブリエレ・ラインシュ（Gabriele Reinsch、1963年9月23日 - ）は東ドイツの元陸上競技選手で、円盤投の世界記録保持者である。
1988年7月9日に、女子世界記録となる76m80を樹立した。この記録は、チェコスロバキアのズデンカ・シルハバの持っていた記録を2m24も更新するものだった。驚くべきことに、この前年までのラインシュの自己記録は67m18であり、1年で一気に9m62も記録を伸ばした。男女で投擲に用いる円盤の重さと直径が違うので単純には比較できないが、ラインシュの記録の距離は男子世界記録の距離も上回る。
このように驚異的な記録を残したラインシュであったが、世界的な大会ではほとんど結果を残していない。目立ったものとしては、1987年のユニバーシアードで2位に入ったことくらいである。世界記録保持者として臨んだソウルオリンピックでは、優勝候補筆頭と目されていたが、67m26で7位に終わっている。
30年以上経った現在でもラインシュの世界記録は破られていない。さらに、女子円盤投の世界歴代10傑は2024年にヤイメ・ペレスが歴代9位となる73m09を記録するまですべて1980年代の記録であり、最近ではこれに迫るどころか、70m台の記録さえもなかなか出ない。実際、サンドラ・ペルコビッチが2014年3月1日に70m51を記録したがこれは1999年6月23日にナタリア・サドワが70m02を記録して以来15年ぶりの70m台の投擲であった。なお、1988年9月6日にベルリンで開かれた記録会で、マルティナ・ヘルマン（東ドイツ）が78m14という記録を出しているが、非公式の会であったため、これは参考記録となっている。

## 主な成績
| 年   | 大会                         | 場所                       | 種目   | 結果 | 記録  |
| ---- | ---------------------------- | -------------------------- | ------ | ---- | ----- |
| 1981 | ヨーロッパジュニア陸上選手権 | ユトレヒト（オランダ）     | 砲丸投 | 2位  | 17m03 |
| 1987 | ユニバーシアード             | ザグレブ（ユーゴスラビア） | 円盤投 | 2位  | 64m12 |
| 1988 | オリンピック                 | ソウル（大韓民国）         | 円盤投 | 7位  | 67m26 |
| 1990 | ヨーロッパ陸上選手権         | スプリト（ユーゴスラビア） | 円盤投 | 4位  | 66m08 |